# Daniel Arelli
Daniel Arelli (Belo Horizonte, 1986) é um poeta brasileiro. Foi vencedor do Prêmio Paraná de Literatura de 2018 com o livro Lição da Matéria.

## Obras
- Lição da Matéria (2018).